# Robert M. Schoch
Pour les articles homonymes, voir Schoch.
Robert M. Schoch, né le 24 avril 1949 est un professeur américain agrégé de sciences naturelles[réf. nécessaire] au collège d'études générales de l'Université de Boston. 
Il est un partisan de l'hypothèse de l'érosion du sphinx par l'eau, invalidée par les égyptologues.

## Biographie

### Formation
Robert Schoch obtient un bachelor en Anthropologie ainsi qu'en Géologie à l'université George Washington. Il obtient ensuite un master, puis un Doctorat en Géologie et Géophysique de l'université Yale (PhD, 1983),. 
Sa thèse de doctorat, la systématique, morphologie fonctionnelle et de la macro-évolution de l'extinction des mammifères de l'ordre Taeniodonta a été publié en 1986 par le Muséum d'histoire naturelle Peabody.

### Enseignement
Depuis 1984, Robert Schoch enseigne à l'université de Boston des cours de premier cycle en sciences comprenant la biologie, la géologie, les sciences de l'environnement, la géographie. Il est co-auteur du manuel scolaire Sciences de l'Environnement: les Systèmes et Solutions,.

### Recherches
Robert Schoch est particulièrement connu pour ses idées selon lesquelles le Sphinx de Gizeh serait bien plus ancien que communément admis et qu'une catastrophe aurait effacé toute trace d'une civilisation nettement plus ancienne. En 1991, Schoch a redaté le monument à une période entre 10000–5000 av. J.-C. en se basant sur le fait que les traces d'érosion visibles sur les flancs du sphinx étaient principalement dues aux effets de l'eau davantage qu'aux effets du vent ou du sable. Il se base également sur des résultats d'études sismologiques autour du sphinx et à d'autres endroits du plateau de Gizeh,,. Ces éléments ont servi de fondations au documentaire Mystery of the Sphinx (1993) présenté par Charlton Heston sur la NBC.
Les autres théories de Schoch assument qu'éventuellement toutes les pyramides — d'Égypte, Amérique et ailleurs dans le monde — représenteraient, avec d'autres similitudes culturelles, une culture commune bien plus ancienne que les premières traces de civilisations connues à ce jour.
En 1993, Schoch donne son nom à un genre éteint de mammifères, Schochia, dont l'espèce Schochia sullivani est le l'espèce type.
À partir de 1997, il entreprend des recherches sur les structures sous-marines de Yonaguni. Pour lui, il s'agit de formations naturelles modifiées par l'homme. « Nous devrions considérer la possibilité que les monuments de Yonaguni soient fondamentalement une structure naturelle qui a été utilisée, améliorée et modifiée par les humains dans des temps reculés ».
En 2006, il étudie les Pyramides de Bosnie et conclut que les formations sont le résultat de phénomènes géologiques, et non la trace d'une ancienne civilisation ayant peuplé la région de Visoko.

## Publications
- Forgotten Civilization, The Role of Solar Outbursts in our Past and Future, 2012.  (ISBN 978-1-59477-497-3).
- The Parapsychology Revolution: A Concise Anthology of Paranormal and Psychical Research, 2008.  (ISBN 1-58542-616-4).
- Environmental Science, with Andrew H. Lapinski, Anne Tweed, 2007.  (ISBN 0-13-069900-4).
- Environmental Science: Systems and Solutions, with Michael L. McKinney, Logan Yonavjak, 2007.  (ISBN 0-7637-4262-7).
- Pyramid Quest: Secrets of the Great Pyramid and the Dawn of Civilization, 2005.  (ISBN 1-58542-405-6).
- Environmental Science: Systems and Solutions, with Michael McKinney, 2003.  (ISBN 0-7637-0918-2).
- Voyages of the Pyramid Builders: The True Origins of the Pyramids from Lost Egypt to Ancient America, 2003.  (ISBN 1-58542-320-3).
- Horns, Tusks, and Flippers: The Evolution of Hoofed Mammals, with Donald R. Prothero, 2003.  (ISBN 0-8018-7135-2).
- Voices of the Rocks: A Scientist Looks at Catastrophes and Ancient Civilizations, 1999.  (ISBN 0-609-60369-8).
- Case Studies in Environmental Science, 1996.  (ISBN 0-314-20397-4).
- Stratigraphy: Principles and Methods, 1989.  (ISBN 0-442-28021-1).
- Phylogeny Reconstruction in Paleontology, 1986.  (ISBN 0-442-27967-1).